# Makovke
Makovke (lat. Papaveraceae), biljna porodica u redu žabnjakolike, koja je dobila naziv po najvažnijem rodu papaver ili makovima, a obuhvaća 920 zasada priznatih vrsta.
Makovke su dvosupnice, zeljste biljke iz umjerenih i toplih područja, jednogodišnje ili višegodišnje, rjeđe se javlja kao grm ili manje drvo, a pretežito rastu sjeverno od ekvatora. Cvjetovi su dvospolni, a plod može biti višesjemeni tobolac ili jednosjemeni nepucavac. Porodici makovka pripadaju i biljke dimnjače (Fumarioideae) koje nemaju mliječnog soka.

## Opći opis
Papaveraceae su porodica makova, cvjetnica iz reda Ranunculales, s 44 roda i 825 vrsta. Većina njih su zeljaste biljke, ali porodica također uključuje neke drvenaste grmove i rod malog tropskog drveća. Porodica je izvanredna po brojnim vrtnim ukrasima i farmaceutski važnim biljkama. Većina vrsta nalazi se na sjevernoj hemisferi.. Ove vrste obično imaju mliječni ili obojeni sok. Listovi su naizmjenični i nemaju stipule. Cvjetovi su aktinomorfni, upadljivi i dvospolni. Čaška (kaliks) se sastoji od 2 ili 3 različita ili rijetko potpuno spojena sepala koja se obično otkinu s čašice kad se pupoljak otvori. Vjenčić se sastoji od 4-12 različitih latica u 1 ili 2 koluta. Latice su obično zgužvane u pupoljku. Androecij se sastoji od brojnih prašnika. Ginecej se sastoji od jednog složenog tučka s gornjim jajnikom i obično mnogo parijetalnih ovula u jednom mjestu. Dva ili više karpela jednako je broju posteljica i stigmi. Plod je općenito kapsulast i obično se odvaja pomoću zalistaka ili pora.

## Fizički opis
Članovi potporodice Papaveroideae imaju dvospolne pravilne tanjuraste cvjetove s jednim gornjim tučkom (ženska struktura) i mnogo prašnika (muški dijelovi). Pupoljci i cvjetovi obično su veliki i često klimaju. Imaju dvije ili tri odvojene latice s mnogo sjemena i 4 do 12 ili više odvojenih, često naboranih latica. Plod je kuglasta ili linearna čahura. Kod Papavera sjeme se raspršuje iz rupa na vrhu kapsule kada biljku trese vjetar. Kod nekih rodova biljke su bodljikave. Listovi su obično duboko izrezani ili razdijeljeni na listiće, a sok je obojen.
Ranije klasificirana kao vlastita porodica, podporodica Fumarioideae karakteristično je da ima bilateralno simetrične cvjetove s dva različita para latica. Listovi su često složeni ili sitno razdijeljeni. Mnoge vrste imaju rizome ili gomolje.

## Rodovi
Familia Papaveraceae Juss. (1002 spp.)
1. Subfamilia Papaveroideae Eaton
  1. Tribus Eschscholzieae Baill.
    1. Dendromecon Benth. (2 spp.)
    2. Eschscholzia Cham. (15 spp.)
    3. Hunnemannia Sweet (2 spp.)

  2. Tribus Papavereae Dumort.
    1. Arctomecon Torr. & Frém. (3 spp.)
    2. Argemone L. (33 spp.)
    3. Cathcartia Hook. f. (6 spp.)
    4. Meconopsis Vig. (94 spp.)
    5. Stylomecon G. Taylor (1 sp.)
    6. Papaver L. (125 spp.)
    7. Roemeria Medik. (16 spp.)
    8. Romneya Harv. (2 spp.)
    9. Canbya Parry ex A. Gray (2 spp.)
    10. Meconella Nutt. (3 spp.)
    11. Platystigma Benth. (1 sp.)
    12. Platystemon Benth. (1 sp.)

  3. Tribus Chelidonieae Dumort.
    1. Sanguinaria L. (1 sp.)
    2. Bocconia L. (6 spp.)
    3. Dicranostigma Hook. f. & Thomson (3 spp.)
    4. Glaucium Mill. (25 spp.)
    5. Chelidonium L. (1 sp.)
    6. Hylomecon Maxim. (3 spp.)
    7. Eomecon Hance (1 sp.)
    8. Macleaya R. Br. (2 spp.)
    9. Stylophorum Nutt. (3 spp.)
2. Subfamilia Fumarioideae (Marquis) Eaton
  1. Tribus Hypecoeae Dumort.
    1. Hypecoum L. (18 spp.)
    2. Pteridophyllum Siebold & Zucc.

  2. Tribus Fumarieae Dumort.
    1. Lamprocapnos Endl. (1 sp.)
    2. Ehrendorferia Fukuhara & Lidén (2 spp.)
    3. Ichtyoselmis Lidén & Fukuhara (1 sp.)
    4. Dicentra Bernh. (8 spp.)
    5. Adlumia Raf. (2 spp.)
    6. Capnoides Tourn. ex Adans. (1 sp.)
    7. Dactylicapnos Wall. (15 spp.)
    8. Corydalis DC. (522 spp.)
    9. Cysticapnos Mill. (5 spp.)
    10. Discocapnos Cham. & Schltr. (1 sp.)
    11. Cryptocapnos Rech. f. (1 sp.)
    12. Fumaria L. (53 spp.)
    13. Fumariola Korsh. (1 sp.)
    14. Rupicapnos Pomel (7 spp.)
    15. Trigonocapnos Schltr. (1 sp.)
    16. Pseudofumaria Medik. (2 spp.)
    17. Platycapnos (DC.) Bernh. (3 spp.)
    18. Ceratocapnos Durieu (3 spp.)
    19. Sarcocapnos DC. (4 spp.)

## Galerija
- Arctomecon merriamii
- Rupicapnos africana.